# Victor Louis Cory
Victor Louis Cory ( 27 de septiembre de 1880 - 1 de mayo de 1964 ) fue un botánico, y agrónomo estadounidense . Realizó extensas exploraciones por México
Phillip, su padre era granjero de trigo, y veterano de la guerra civil. Victor recibió su bachillerato de la "Kansas State Agricultural College" en 1904; y su maestría de botánica de la Universidad de Minnesota en 1922. Durante su vida trabajó en el USDA, la "Mandingo Corporation", la Universidad Texas A y M; y en la Universidad Metodista del Sur. Se especializó en taxonomía, descubriendo y nombrando muchas especies; y fue honrado con su epónimo en numerosas especies por otros botánicos.

## Algunas publicaciones
- 1949. The disappearance of plant species from the range in Texas

- 1945. A New Argythamnia from Texas

- 1938. Notes on ephedra in Texas

### Libros
- victor l. Cory, harris b. Parks. 1937. Catalogue of the flora of the state of Texas. Volumen 550 de Bulletin. 130 pp.

- 1927. Activities of livestock on the range. Ed. Brazos County, Texas. 47 pp.

- 1912. ... Cooperative grain investigations at McPherson, Kans., 1904-1909. Ed. Govt. Print. Off. 22 pp.

## Honores

### Epónimos
- (Alliaceae) Allium coryi M.E.Jones[4]
- (Amaryllidaceae) Coobranthus × coryi T.M.Howard[5]
- (Aristolochiaceae) Aristolochia coryi I.M.Johnst.[6]
- (Asteraceae) Rudbeckia coryi Shinners[7]
- (Berberidaceae) Berberis coryi Hort.[8]
- (Boraginaceae) Cryptantha coryi I.M.Johnst.[9]
- (Ephedraceae) Ephedra coryi E.L.Reed[10]
- (Euphorbiaceae) Croton coryi Croizat[11]
- (Fabaceae) Pediomelum coryi Tharp & F.A.Barkley[12]
- (Onagraceae) Oenothera coryi W.L.Wagner[13]
- (Selaginellaceae) Selaginella coryi Weath.[14]

- La abreviatura «Cory» se emplea para indicar a Victor Louis Cory como autoridad en la descripción y clasificación científica de los vegetales.[15]